# 淮川郡
淮川郡，是南北朝的州。
南朝梁普通八年（527年），置淮川郡，治白苟堆，後改为白狗县（今河南省正阳县西南）淮川郡为淮州州治。梁武帝太清元年（547年）改淮州置西淮州，辖区相当于河南省正阳县、息县附近。东魏武定七年（549年）侯景之乱，淮川郡被东魏占领，西淮州改名东豫州。北齐改淮川郡为齐兴郡。 